# 이세미 (배우)
이세미는 대한민국의 배우이다.

## 학력
- 경기대학교 연기학과

## 출연작

### 영화
- 《지워야 산다》 (2017년) - 여동생 역
- 《퍼즐》 (2018년) - 장세련 / 김민경 역

### 드라마
- 검색어를 입력하세요 WWW

(tvn, 2019년 )
- 《안투라지》 (tvN, 2016년)
- 《THE K2》 (tvN, 2016년)

### 방송
- 《실화극장 그날》 (채널A, 2014년)

### 뮤직비디오
- 램씨 - butterfly
- 하이엔드 - 오토매틱